# Stenoloba glaucescens
Stenoloba glaucescens är en fjärilsart som beskrevs av George Francis Hampson 1894. Stenoloba glaucescens ingår i släktet Stenoloba och familjen nattflyn. Inga underarter finns listade i Catalogue of Life.